# Epidendrum laceratum
Epidendrum laceratum är en orkidéart som beskrevs av Charles Schweinfurth. Epidendrum laceratum ingår i släktet Epidendrum och familjen orkidéer. Inga underarter finns listade i Catalogue of Life.